# Димеко, Алли
Александра Джин Тереза «Алли» Димеко (англ. Alexandra Jean Theresa "Allie" DiMeco; род. 12 июня 1992, Уотербери) — американская актриса, музыкант-мультиинструменталист, наиболее известная своей ролью возлюбленной персонажа Нэта Вулффа Розалинны в музыкальном комедийном телесериале «Голые братья».

## Ранняя жизнь и карьера
Сыграла на гитаре, бас-гитаре и на виолончели в телесериале Nickelodeon «Голые братья». Также снялась в полнометражном фильме «Голые братья в кино». Умеет играть на ударных. Дочь Лоры Димеко. Отец умер, когда ей было пять лет. В том же возрасте начала свою карьеру. Появлялась на таких телепередачах и телесериалах как, «Позднее шоу с Дэвидом Леттерманом», «Одна жизнь, чтобы жить», «Saturday Night Live» и в мюзикле «Король и я», где сыграла роль Ины Яволак. Была номинирована на премию «Молодой актёр» 2008 года за участие в актёрском составе «Голых братьев». Также снималась в рекламном ролике бренда LG «Give it a Ponder».
В 2008 году оказалась в центре небольшого скандала, после того как в интернет со взломанного аккаунта актрисы на Myspace просочились фотографии, где она и её друзья были запечатлены в бикини и в пикантных позах. В то время Димеко было 15 лет.
В 2009 году Алли на своём канале на YouTube объявила о том, что прекращает актёрскую карьеру. В настоящее время проживает в Майами, в штате Флорида. После окончания учёбы в школе Коннектикута (Holy Cross High School), она обучалась с репетиторами и посещала некоторые классы в колледже. Является выпускницей Международного университета Флориды и являлась членом студенческого объединения Phi Sigma Sigma.